# Puig de Ribes Blanques
El Puig de Ribes Blanques, o de les Canals de Ribes Blanques, o Pic de les Canals de la Carn, és una muntanya de 2.439,7 metres d'altitud del terme comunal de Nyer, a la comarca del Conflent, de la Catalunya del Nord.
És quasi al centre de l'apèndix que forma el sector sud-oest del terme de Nyer. Forma part, amb el Puig de la Costa Llisa i el Roc dels Cimbells, de la carena que separa les valls del Torrent de Carançà, a ponent, i de la Ribera de Mentet, a llevant.
El Puig de Ribes Blanques és destí freqüent de les rutes excursionistes de la zona occidental del Massís del Canigó.